# Turó de Can Montsant
El Turó de Can Montsant és una muntanya de 448 metres que es troba al municipi de Sant Cebrià de Vallalta, a la comarca del Maresme.